# しいたけ (イラストレーター)
しいたけ（1985年1月8日 - ）は、日本のイラストレーター、絵本作家。本名・児玉ひとみ。福岡県北九州市出身。

## 来歴・人物
1985年福岡県北九州市出身。苅田町立新津中学校、福岡県立京都高等学校卒業、大分県立芸術文化短期大学卒業。
13歳の時、苅田町に移住。高校3年の時にまんが甲子園に出場し、決勝まで進出。卒業後、イラスト業への就職を志し短大に入学したが、2年の時、自律神経失調症と診断され、就職を断念。2005年にインターネット上で自作イラストの販売を始めた。次第に幻想的な絵が人気を呼び、地元イベント等でのポスターを手掛けているほか、2009年には中国に招かれて個展を開き、フランスでも絵本を出版している。

## 主な作品

### 2009年
- 8月 - COYOTE MAG（フランス）巻頭カラーイラスト (Coyote mag)
- 10月 - 週刊Sunday北九州版「SPIRITUAL ART」イラスト連載開始（株式会社 毎日メディアサービス、2010年9月まで）

### 2010年
- 8月11日 - マチウケ☆放題配信開始（フォーフロッグス）
- 10月 - P-1 GRANDPRIX本選出品 (Pixiv)
- 11月 - アイススケート場ポスターイラスト（北九州アイススケートセンター）
- 12月 - 「OTACOOL4」カラーイラスト1枚掲載 (Pixiv)

### 2011年
- 1月 - ナイトクイーンカップ ポスター & クオカードイラスト（若松競艇）
- 2月 - 購入者特典イラストカード (Gentle_Store)
- 3月
  - 日仏合同イラスト集 イラスト1枚（MANGA PAL）
  - pixiv girls collection 2011 イラスト1枚掲載（コアマガジン）
- 7月
  - TANGERINE MIX TEA モノクロイラスト1点 (Tangerine Drop Tea)
  - E☆2vol.31 イラスト1点（メディエイション）
  - 東方projectアレンジCD ジャケットイラスト2点（うんちく商事）
  - 震災に負けるな!東日本project イラスト1点掲載
- 11月
  - 購入者特典カードイラスト (Gentle_Store)
  - 「芍薬姫」キャラクターデザイン（NPO小笠原協会）
  - BMS「SOLROS」キャラクター「リヴェット」 (Grand Thaw)
  - 「ナイトクイーンカップ」ポスターイラスト（若松競艇）

### 2012年
- 1月 - 苅田町/「豊玉姫」北九州空港電光掲示板イラスト
- 2月 - みやこ町/「菖蒲姫」菖蒲祭ポスターイラスト
- 4月 - 若松競艇/「かっぱちゃん」ベビースターラーメン＆タオルイラスト
- 6月 - Gentle Store/購入者特典カードイラスト
- 8月 - うんちく商事/東方ProjectアレンジＣＤ・ジャケットイラスト2点
- 10月
  - 和楽堂/和菓子「姫貝日記」パッケージイラスト
  - Grand Thaw/BMS「Aeventyr」キャラクター「リヴェット」
- 12月 - 苅田町/紫芋焼酎「美夜古紫」パッケージイラスト

### 2013年
- 3月
  - 工画堂スタジオ/エポック社/「親指姫物語」パズルイラスト
  - 株式会社やのまん/「7色の天使たち」「宝石の精霊たち」パズルイラスト
  - 北九州銀行/苅田支店イメージキャラクターデザイン

### 2015年
- 10月
  - 北九州市（門司区役所）/バナナ姫「ルナ」キャラクターデザイン